# Victory Road 2009
Victory Road 2009 è stata la quinta edizione del pay-per-view prodotto dalla federazione Total Nonstop Action Wrestling (TNA). L'evento si è svolto il 19 luglio 2009 presso la IMPACT! Zone di Orlando in Florida.

## Risultati
| # | Risultati | Stipulazioni                                                  | Durata |
| - | --- | ------------------------------------------------------------- | ------ |
| 1 | Angelina Love (con Velvet Sky e Madison Rayne) ha sconfitto Tara (c)                                                        | Single match per il titolo TNA Women's Knockout Championship  | 07:02  |
| 2 | Matt Morgan ha sconfitto Christopher Daniels                                                                                | Single match                                                  | 10:31  |
| 3 | Abyss ha sconfitto Dr. Stevie                                                                                               | No Disqualification match                                     | 09:51  |
| 4 | Team 3D (Brother Devon e Brother Ray) (c) ha sconfitto The British Invasion (Brutus Magnus e Doug Williams) (con Rob Terry) | Tag team match per i titoli IWGP Tag Team Championship        | 10:16  |
| 5 | Jenna Morasca (con Awesome Kong) ha sconfitto Sharmell (con Sojournor Bolt)                                                 | Single match                                                  | 05:49  |
| 6 | Kevin Nash ha sconfitto A.J. Styles (c)                                                                                     | Single match per il titolo TNA Legends Championship           | 14:07  |
| 7 | The Main Event Mafia (Booker T e Scott Steiner) ha sconfitto Beer Money, Inc. (James Storm e Bobby Roode) (c)               | Tag team match per i titoli TNA World Tag Team Championship   | 12:29  |
| 8 | Samoa Joe ha sconfitto Sting                                                                                                | Single match                                                  | 11:36  |
| 9 | Kurt Angle (c) ha sconfitto Mick Foley                                                                                      | Single match per il titolo TNA World Heavyweight Championship | 14:06  |
|   | (c) = campione in carica al momento dell'inizio del match                                                                   |                                                               |        |